# Монстр Шпигельмана
Монстр Шпигельмана — имя, данное одной молекуле РНК, состоящей из 218 нуклеотидов, способной очень быстро реплицироваться с помощью РНК-репликазы. Эта РНК-молекула названа в честь её создателя — Сола Шпигельмана, профессора Иллинойсского университета США.

## Описание
Шпигельман проводил опыты с бактериофагом Qβ . Извлечённая РНК вместе с РНК-репликазой была помещена в смесь свободных нуклеотидов. В таком окружении РНК начала реплицироваться. Через некоторое время РНК была извлечена и помещена в новую свежую смесь. Этот процесс повторялся много раз. Всё более короткие цепочки РНК были способны реплицироваться и делали это быстрее. После 74 поколений оригинальная РНК вируса длиной 4500 нуклеотидных оснований была уменьшена до 218. Эта короткая РНК была способна реплицироваться очень быстро в таком искусственном окружении.
В 1997 году Манфред Эйген и Эленшлегер (Oehlenschlager) показали, что монстр Шпигельмана в конце концов стал ещё короче — до 48 или 54 нуклеотидов, которые представляют собой стартовые последовательности для РНК-полимеразы.
Манфред Сампер (Manfred Sumper) и Рудигер Льюс (Rudiger Luce) лаборатории Эйгена продемонстрировали, что в смеси, вообще не содержащей РНК, а содержащей только нуклеотиды и Qβ-репликазу, может при определённых условиях спонтанно возникнуть самореплицирующаяся РНК, которая эволюционирует в нечто подобное Монстру Шпигельмана.